# Pepper Grinder
Pepper Grinder — компьютерная игра в жанре экшен-платформера, разработанная инди-разработчиком Ahr Ech и изданная Devolver Digital. Игра была выпущена на Windows и Nintendo Switch 28 марта 2024 года. Релиз на Playstation 4, Playstation 5, Xbox One и Xbox Series X/S состоялся 6 августа 2024 года.

## Игровой процесс
Pepper Grinder представляет собой сайд-скроллер в жанре экшен-платформера.

## Выпуск
Pepper Grinder была впервые представлена на презентации Indie World Showcase в ноябре 2022 года. Изначально выход игры был запланирован на 2023 год, однако в августе 2023 года издатель Devolver Digital объявил о переносе релиза на 2024 год. В феврале 2024 года в рамках фестиваля Steam Next Fest в Steam стала доступна демоверсия игры. В том же месяце была объявлена точная дата выхода — 28 марта 2024 года. В этот день игра вышла на платформах Windows и Nintendo Switch.
6 августа 2024 года Pepper Grinder стала доступна на PlayStation 4, PlayStation 5, Xbox One и Xbox Series X/S. Физическое издание игры для PlayStation 5 и Nintendo Switch поступило в продажу 4 октября 2024 года.

## Отзывы
| Сводный рейтинг    | Сводный рейтинг                                    |
| Агрегатор          | Оценка                                             |
| ------------------ | -------------------------------------------------- |
| Metacritic         | 78/100 (PC) 81/100 (PS5) 76/100 (XBXS) 79/100 (NS) |
| OpenCritic         | 79/100                                             |
| Иноязычные издания |                                                    |
| Издание            | Оценка                                             |
| Edge               | 6/10                                               |
| Eurogamer          | [ 21 ]                                             |
| Game Informer      | 8/10                                               |
| GameSpot           | 8/10                                               |
| Hardcore Gamer     | 4/5                                                |
| IGN                | 7/10                                               |
| Nintendo Life      | 9/10                                               |
| PC Gamer (US)      | 80/100                                             |
| Push Square        | 7/10                                               |
| Shacknews          | 8/10                                               |
| The Games Machine  | 7/10                                               |

Игра получила в «основном положительные» отзывы от критиков согласно сайту-агрегатору рецензий Metacritic. По данным OpenCritic, средний балл от ведущих критиков составил 79 %.